# Ščitni zid (grad)
Ščitni zid (nemško: Schildmauer) se nanaša na največje in najmočnejše obzidje ali grajski stolp, ki brani edino praktična pristopno stran gradu, zgrajenega na gori, hribu ali ostrogu.  Nemški viri se lahko nanašajo na ščitni zid, ki varuje dve ali več strani kot sta Hoher Mantel ali Mantelmauer, ki se prevajata kot "visoko obzidje"  ali "zidni plašč" . Pogosto ni jasna razmejitev med ščitnim zidom in zidnim plaščem.

## Opis
Zaščitni zidovi so vidni na številnih nemških in avstrijskih gradovih na hribu, niso pa pogosti v Britaniji ali na Irskem, kjer teren iz skalnatih gričev, na katerih so bili zgrajeni gradovi niso ugodni za takšne konstrukcije. Le nekateri britanski gradovi zgrajeni na ostrogu, kot je grad Tantallon, imajo podobno funkcijo.
Gradnja ščitnih zidov je bila pogosta v poznem 12. stoletju v Nemčiji in Avstriji in bi lahko bila reakcija na vse pogostejšo uporabo težkih oblegovalnih naprav, kot je tribok (višina zidov je zaščitila zgradbo pred njegovimi izstrelki) [6]). Debelina ščitnih zidov je v skrajnih primerih znašala tudi 12 metrov (npr. grad Neuscharfeneck). Na vrhu obzidja za prsobranom je bila po navadi pešpot. Ščitni zid je lahko obdajal tudi dve steni stolpov. V mnogih primerih je ščitni zid nadomestil bergfrid, na primer v porušenem gradu Sporkenburg  v Westerwaldskem gozdu ali ruševine gradu Alt Eberstein  v bližini mesta Baden-Baden. V drugih primerih, na primer na gradu Liebenzell je bergfrid zgrajen v sredini ščitnega zidu. 

## Primeri
- Ščitni zid gradu Berneck (Altensteig), Schwazwald
- Ščitni zid gradu Schönburg blizu Oberwesela
- Ščitni zid Sporkenburga
- Ščitni zid gradu Liebenzell v kombinaciji z bergfridom